# Bawakaraeng
Der Bawakaraeng ist ein 2830 Meter hoher erloschener Vulkan auf der indonesischen Insel Sulawesi. Er liegt rund 80 Kilometer südöstlich von Makassar in der Provinz Sulawesi Selatan im Bezirk (Kabupaten) Gowa. Der Berg ist auch das Quellgebiet des Jeneberang.

## Mythologie
Bawa bedeutet in der Sprache der umliegenden Gemeinden „Mund“, Karaeng bedeutet „Gott“. Der Name des Berges bedeutet somit „Mund Gottes“. Es finden auch Pilgerwanderungen auf den Berg statt.

## Erdrutsch
Am 26. März 2004 ereignete sich ein Erdrutsch im Umfang von 235 Millionen m³ Erdreich als ein Teil der Ostflanke der Caldera des Berges in den Fluss Jeneberang rutschte.
Dabei kamen 30 Menschen ums Leben. Die jährlichen Sedimentablagerungen stellen auch ein Problem für den Stausee Bilibili dar, der sich allmählich füllt und der die Hauptwasserversorgung des Gebietes von Makassar und Gowa darstellt.